# John Grey (Adliger, † 1392)
Sir John Grey (auch John de Grey oder John Grey, 3. Baron Grey of Codnor) (* zwischen 1305 und 1311; † 14. Dezember 1392) war ein englischer Adliger und Militär.

## Herkunft
John Grey war der älteste Sohn von Richard de Grey und dessen Frau Joan FitzPayne. Nach dem Tod seines Vaters 1335 erbte er dessen verstreuten Landbesitz, dessen Mittelpunkt Codnor Castle in Derbyshire war. Dazu besaß er weitere Güter in Essex und Kent. Obwohl er wie sein Vater und sein Großvater Henry de Grey zwischen 1335 und 1392 mehrfach in das Parlament berufen wurde, war seine Stellung als Baron Grey of Codnor umstritten. Da nicht nachgewiesen konnte, ob John Grey tatsächlich an den Parlamentsversammlungen teilgenommen hat, entschied das House of Lords 1989, dass erst sein Enkel Richard ab 1397 als 1. Baron Grey of Codnor gilt.

## Karriere als Militär
Um seinen sozialen Status zu erhöhen, diente Grey wie bereits sein Vater dem König als Militär. 1334, 1336 und 1338 nahm er an den Feldzügen von König Eduard III. nach Schottland teil. Während des Hundertjährigen Krieges gehörte er von 1338 bis 1340 zu dem Heer, mit dem der König in die Niederlande gezogen war. Um diese Zeit wurde er zum Ritter geschlagen. 1341 nahm er an einem weiteren Feldzug nach Schottland teil. Als Knight Banneret gehörte er von 1345 bis 1346 zum Heer von Henry of Lancaster, mit dem dieser nach Aquitanien zog. Grey wurde einer der engsten Mitstreiter von Lancaster. Er folgte ihm 1347 bei der Belagerung von Calais, 1348 nach Flandern und 1355 in die Normandie und in die Bretagne. Von 1359 bis 1360 diente er während des Feldzugs nach Reims unter Lancasters Schwiegersohn John of Gaunt, Earl of Richmond. Zum Lohn für seinen Militärdienst wurde Grey 1359 zum lebenslangen Verwalter von Rochester einschließlich Rochester Castle ernannt, die nahe seinen Gütern Hoo und Aylesford in Kent lag. Weitere Ehre gewann Grey, als er 1365 unter König Peter von Zypern am Kreuzzug gegen Alexandria teilnahm. Dabei diente er als Standartenträger des päpstlichen Legaten Peter Thomas. 
Grey diente regelmäßig als Friedensrichter in Derbyshire und nahm zahlreiche Ämter in den östlichen Midlands wahr. Aufgrund seines Alters wurde er ab 1371 von der Teilnahme an Parlamenten und Ratssitzungen befreit. Grey förderte das von seinen Vorfahren gestiftete Karmeliterpriorat in Aylesford, wo er auch begraben werden wollte.

## Heirat und Nachkommen
Eduard II. dankte wohl Greys Vater, indem er John vor 1325 die Heirat mit Eleanor de Moreby, der Tochter und Erbin von Robert de Moreby erlaubte, womit er in den Besitz von ihren Ländereien kam. Sie starb jedoch bereits vor 1330. In zweiter Ehe heiratete Grey am 20. Oktober 1330 Alice, eine Tochter von Sir Warin de Lisle. Aus dieser Ehe hatte er mehrere Kinder, darunter seinen Sohn Henry Grey. Daneben hatte er einen unehelichen Sohn, Nicholas, der Geistlicher wurde. 
Sein Sohn Henry starb bereits 1379, so dass dessen Sohn Richard Grey sein Erbe wurde.